# روبن كانيدو
روبن كانيدو (بالإنجليزية: َRúben Canedo)‏ (من مواليد 19 أكتوبر 2001 في البرتغال) هو لاعب كرة قدم إماراتي من أصل برتغالي يلعب حالياً في نادي الوحدة الإماراتي في الظهير الأيسر.

## مسيرة اللاعب
لعب في الفئات السنية في نادي بورتو ووقع مع نادي الوحدة الإماراتي في عام 2020 وحصل على الجنسية الإماراتية في عام 2024.

## روابط خارجية
روبن كانيدو على موقع قاعدة بيانات كرة القدم.إي يو (الإنجليزية)
- روبن كانيدو على موقع Soccerway.com (الإنجليزية)